# Materinka
Materinka (lat. Coridothymus), monotiski biljni iz porodice usnača raširenihpo cijelom Sredozemlju, od Maroka i Španjolske do Izraela. Jedina vrsta je polugrm C. capitatus, u Hrvatskoj poznat kao glavičasta materinka.
Vrsta se često uključuje u rod Thymbra kao Thymbra capitata.